# ایستگاه بی
ایستگاه بی (انگلیسی: Bay station) یک ایستگاه مترو در خط ۲ بلور–دانفورث در تورنتو، انتاریو، کانادا است. این در قلب منطقه یورک‌ویل درست در شمال خیابان بلور غربی در سمت غرب خیابان بی واقع شده‌است. این ایستگاه در سیستم متروی تورنتو یک ایستگاه خاصی ست و این معمولا این ایستگاه کم تردد تر است. زیرا می گویند ایستگاه توسط روح یک زن قرمز پوش تسخیر شده که حتی چند کارمند تی تی سی یا همان سیستم جمل و نقل تورنتو گفتند که آن را دیده اند.